# Yarick Brussen
Yarick Brussen (Arnhem, 2 februari 2000) is een Nederlands basketballer.

## Carrière
Brussen speelde in de jeugd van Arnhem Eagles, TBG Dragons en Den Bosch. Bij die laatste maakte hij zijn profdebuut in 2016/17. Het seizoen erop speelde hij voor BAL dat hij na een seizoen verliet. In 2018 tekende hij bij Den Helder Suns waar hij vier jaar speelde en in 2022 beste rebounder van de BNXT League was. In de zomer van 2022 tekende hij bij de Belgische tweedeklasser Kortrijk Spurs waarmee hij kampioen werd en de overstap maakte naar de BNXT League.
Aan het einde van het seizoen 2023/24 scheurde hij een kruisband waardoor hij lange tijd out was.
Brussen was een Nederlands jeugdinternational.

## Erelijst
- Belgische tweede klasse: 2023